# ظفر صلي (مكيراس)

تعديل مصدري - تعديل

ظفر صلي هي إحدى قرى عزلة مكيراس بمديرية مكيراس التابعة لمحافظة البيضاء، بلغ تعداد سكانها 27 نسمة حسب تعداد اليمن لعام 2004.